# 维泰尔内斯
维泰尔讷斯（法語：Witternesse）是法国北部-加来海峡大区加来海峡省的一个市镇，属于贝蒂讷区诺朗丰泰县。该市镇2009年时的人口为587人。

## 人口
维泰尔讷斯人口变化图示
| 数据来源：INSEE |